# Hans Heinrich Thyssen-Bornemisza
Pour les articles homonymes, voir Hans Heinrich (homonymie) et Thyssen.
Hans Heinrich, baron Thyssen-Bornemisza de Kászon et Impérfalva, né le 13 avril 1921 à Schéveningue (Pays-Bas) et mort le 26 avril 2002 à Sant Feliu de Guíxols en Catalogne (Espagne), est l’héritier de l’empire industriel de la famille Thyssen et un grand collectionneur d’œuvres d'art. 

## Biographie
Hans Heinrich est le fils de l’homme d'affaires allemand Heinrich Thyssen (depuis 1907, Heinrich baron Thyssen-Bornemisza de Kászon), qui avait épousé une Hongroise, la baronne Margit Bornemisza de Kászon et Impérfalva, et était devenu ressortissant d’Autriche-Hongrie. Il fut l’un des héritiers des financiers d’Adolf Hitler, qui participèrent activement à la montée du régime nazi puis à son armement. 
Maîtrisant cinq langues, il fut grand amateur de chevaux, d'art, fut passionné par la poésie de Baudelaire et de Rilke, par la philosophie et l'astronomie. À la mort de son père il hérita d'un empire industriel qui comprend la construction navale, la production d'huile, et une importante collection d'art de centaines de tableaux européens du XIVe au XIXe siècle. 
C'est son père, Heinrich qui créa la collection Thyssen avec des maîtres germaniques des XIVe au XVIe siècle, et continua la collection avec des œuvres des écoles flamande, hollandaise, italienne ou espagnole. Son fils l'enrichit de tableaux modernes, dont des peintres russes; il réussit à faire sortir d'URSS des toiles impressionnistes achetées avant 1917 et appartenant depuis aux musées soviétiques, qui n'avaient jamais été exposées en Occident, et ornèrent en 1983 les murs de la Villa Favorita. Cette demeure du XVIIIe siècle surplombant le lac de Lugano fut acquise en 1932 au prince Léopold de Prusse; le décor du bureau des trois générations de Thyssen et du grand salon furent conservés, cette dernière pièce pour exposer parfois des œuvres nouvelles.
Hans Heinrich Thyssen, citoyen suisse depuis 1950 mais résidant en Grande-Bretagne, y séjournait quelques semaines chaque année ; abritant pas moins de 2 500 tableaux, elle fut considérée comme la plus importante collection privée au monde après celle de la couronne royale anglaise, et appelée « le Louvre suisse », elle est devenue une fondation. Son buste en bronze par Nison Tregor (d) (1954) y est conservé.
« Ce qui est important c'est ce qu'on aime, ce qu'on ressent. Au début je me décidais intuitivement pour un dessin très fort ou des couleurs surprenantes (...). C'est plus tard que j'ai abordé l'histoire de l'art pour comprendre mes propres choix spontanés » déclara Heinrich von Thyssen-Bornemisza (Vogue Décoration, 1986).
Quinze ans après la mort de son père, il acheta sa première pièce, une aquarelle d'Emil Nolde exécutée entre 1931 et 1935, faisant entrer le XXe siècle dans la collection, avec des œuvres d'Edgar Degas, Piet Mondrian, Pablo Picasso et Fernand Léger, des peintres « modernes, mais pas contemporains (...). Il n'a d'ailleurs pas cherché à découvrir ou à promouvoir le génie débutant (...) en homme avisé, il refuse de faire rimer collectionneur avec spéculateur ». Ses préférences allèrent vers l'expressionnisme allemand et il devint un véritable expert en peinture.
En 1993, le baron cède une partie des collections de sa résidence de Lugano à l’État espagnol. Le musée Thyssen-Bornemisza est désormais l’une des principales attractions touristiques de la ville de Madrid, recevant le plus de visiteurs immédiatement après le musée du Prado.

### Mariages
- 1946 : princesse Theresia zur Lippe-Weissenfeld, divorce en 1952
- 1954 : Nina Dyer, divorce en 1956
- 1956 : Fiona Campbell-Walter, mannequin vedette  des années 1950, considérée comme « le plus beau mannequin de Vogue[3] » mariée en septembre 1956, divorce en janvier 1965, deux enfants, en 1958 puis 1963.
- 1967 : Denise Shorto (d), divorce en 1984
- 1985 : Carmen Cervera

### Descendance
Hans Heinrich est le père de Francesca Thyssen-Bornemisza, née en 1958, qui épousa l'archiduc Charles de Habsbourg-Lorraine en 1993.

### Distinctions
- Commandeur de l’ordre d'Isabelle la Catholique : reçu par Carmen Cervera
- Ordre de Charles III d'Espagne : remise par le roi Juan Carlos Ier